# 榊正宗
榊 正宗(さかき まさむね、1973年8月24日 - ）は、日本のCGクリエイター、キャラクター企画、ゲームディレクター、小説家。元SSS合同会社役員。
TVアニメのCG制作や、キャラクター東北ずん子の企画、アプリ朗読少女の開発。伊勢神宮プロモーションビデオの監修などに携わる。
著書に「東北ずん子で覚える! アニメキャラクターモデリング(ボーンデジタル社刊・2016年)」がある。

## 来歴
1973年8月24日、福岡県生まれ。1995年、九州産業大学芸術学部デザイン科卒業。
1999年にインターネット放送局の運営に携わる。後の2003年、株式会社エイタロウソフトに参加し、翌年、2004年にハドソンからの依頼で上京し携帯電話向けゲームの開発に従事、3DFPSゲーム「フィニステル」をリリース。「ロストプラネット」「三國無双」などを携帯電話向けゲームとして移植。2010年から2011年にかけてアプリ「朗読少女」「ギター少女!」を開発、
2011年10月27日　東北ずん子（企画）の発表。
2012年ジェトリックス株式会社設立、2013年に伊勢神宮プロモーションビデオ、ルパン三世 princess of the breeze～隠された空中都市～ では、CGの飛行船パートなどをblenderで制作。伊勢神宮プロモーションビデオのプロジェクトは、Blenderを商業利用した国内例第一号であった 。2014年、所有していたジェトリックス株式会社を個人会社化、未来映像研究所合同会社の傘下になる。2015年、オリジナル小説「社長少女」の書籍化がクラウドファンディングによって実現。2016年、「東北ずん子で覚える! アニメキャラクターモデリング」を出版。
2017年、ジェトリックス株式会社が破産。同年、東北ずん子を主役にした短編アニメ「ずんだホライずん」が文化庁の新人育成プロジェクト「あにめたまご2017」に選出され制作された。
2019年、榊はこの年オンエアされたTVアニメ「ケムリクサ」と、TVアニメ「けものフレンズ２」に関するアンケート調査をTwitter上で実施した。榊は両作品とも無関係であり、ユーザーから「ケムリクサのファンとけものフレンズ２のファンの対立を煽るさせる行為である」と批判を浴びた。榊は抗議に対して「自分はけものフレンズの版権を持つKFPとたつき監督が契約しているヤオヨロズ株式会社の両者の和解を望んでおり対立させる意図は何一つない」などと弁明したが、中立であるという主張は受け入れられず、炎上騒動に発展した。後に榊は「氷村ふぁねる」というアカウント名のTwitterユーザーが「けものフレンズ2」の関係者であり、このアカウントが榊のアンケートを引用RTしたのが騒動の最初にあったと考え、2019年4月に弁護士を通し「氷村ふぁねる」に対する開示請求を行った。
2020年8月、かねてよりネット上で無料公開していた小説「社長少女」をクラウドファンディングで資金を集め、スーパーノヴァブックス(株式会社スペースシャワーネットワーク・当時)より出版し、都内2店舗で販売した（ISBN 978-4-86143-462-4）。
2020年10月、SSS合同会社を退社。理由はプライベートなものであり「お問い合わせにもご返事出来ませんのでご了承下さい」としている。
2022年4月、小説『社長少女』の電子書籍版『社長少女 PRESIDENT GIRL』をスーパーノヴァブックス（合同会社マヌケグマ）から出版。

## 参加作品

### ゲーム・アプリ関係
- 同人ゲームRadio（1999年）企画・制作・キャラデザ・シナリオ
- イニシャルＤバトルミュージアム（2003年）企画
- フィニステル（2004年）企画・制作・キャラデザ・シナリオ
- ハドソンReal3D（2006年）企画・ディレクター
- 煉獄（2006年）企画
- 大戦略ONLINE（2006年）企画・ディレクター
- マスターオブモンスターズ（2006年）企画・ディレクター
- エアーコンバット（2006年）企画・ディレクター
- みんなのカート（2006年）企画
- 『しまにてぃ』3Dアバター（2008年）企画
- 『Any』3Dアバター（2008年）企画
- バイオハザード オペレーション（2008年）企画・ディレクター
- ロストプラネット iアプリ版（2008年）企画・ディレクター
- デスレイ パイロット版（2008年）企画・キャラデザ
- 3D仮想空間サービス「Lamity」（2008年）企画
- mobile真三國無双（2008年）企画・ディレクター
- Master of Fantasia（2008年）サーバープログラム
- 魔法でゴルフ！マジカルショット（2010年）企画
- ラグナロクオンライン Mobile Story（2011年）企画書制作
- 朗読少女（2010年）企画・開発・制作・プログラム・CG制作
- 朗読執事（2010年）企画
- 朗読少女　空の軌跡コラボ版（2010年）企画
- 秘密結社鷹の爪うたつく（2011年）企画
- デビルマスター（2012年）企画
- ギター少女!（2012年）企画・制作
- 戦国パラダイス-極-資料集（2012年）企画・制作
- 未来少女（発売中止）（2014年）
- ラストクロニクル（2015年）UIプランナー

### 映像作品関係
- 東北ずん子
- 伊勢神宮プロモーションビデオ
- アイドルマスター シンデレラガールズ U149（2023年）3DCGディレクター[13]
- たいせつなじかん（2009年）監督・CG制作　Softimage
- 星のこどもたちPV（2009年）監督・CG制作　Softimage
- 伊勢神宮プロモーションビデオ（2013年）CG制作　Blender
- ルパン三世 〜隠された空中都市〜（2013年）CG制作　Blender
- ダンボール戦機（2013年）CG制作協力　MAYA
- ずんだホライずん（2017年）企画
- セントールの悩み（2017年）企画書制作協力
- Phantom in the Twilight（2018年）CG制作　Blender
- Midnight Crazy Trail（2018年）CG制作　Blender
- 薄暮（2019年）CG制作　Blender
- ずんだもちもちパラダイス（2020年）企画・CG制作　Blender
- 無職転生（2021年）CG制作　Blender
- ドラゴン、家を買う。（2021年）CG制作　Blender
- 無職転生　二期（2021年）CG制作　Blender
- テスラノート（2021年）CG制作　Blender
- NICO/AGONY（2023年）CGアドバイザー　Blender
- アイドルマスターU149（2023年）CGディレクター　Blender
- アルファパラダイス（2024年）「デルタもん」キャラクターデザイン

### 書籍
- 東北ずん子で覚える！アニメキャラクターモデリング（2017年）Blender
- 社長少女（2020年）